# Kitta modra
Kitta modra (Urocissa caerulea) – gatunek dużego ptaka z rodziny krukowatych (Corvidae). Występuje endemicznie na Tajwanie poza nizinami oraz pasmami górskimi w środku wyspy. Nie jest zagrożony wyginięciem.

## Taksonomia
Po raz pierwszy gatunek opisał John Gould w 1863. Holotyp pochodził z Tajwanu. Autor nadał nowemu gatunkowi nazwę Urocissa caerulea. Obecnie (2021) Międzynarodowy Komitet Ornitologiczny podtrzymuje tę nazwę. Uznaje kittę modrą za gatunek monotypowy, podobnie jak autorzy Handbook of the Birds of the World (HBW), Clements Checklist of Birds of the World (2019) i listy ptaków świata opracowywanej we współpracy BirdLife International z autorami HBW (5. wersja online: grudzień 2020).

### Filogeneza
Kitta modra tworzy nadgatunek z żółtodziobą (U. flavirostris) i czerwonodziobą (U. erythrorhyncha). Z linii rozwojowej U. caerulea + U. flavirostris + U. erythrorhyncha kitta modra wyodrębniła się około 3,12 mln lat temu, następnie żółtodzioba i czerwonodzioba rozdzieliły się blisko 1,91 mln lat temu.

## Morfologia

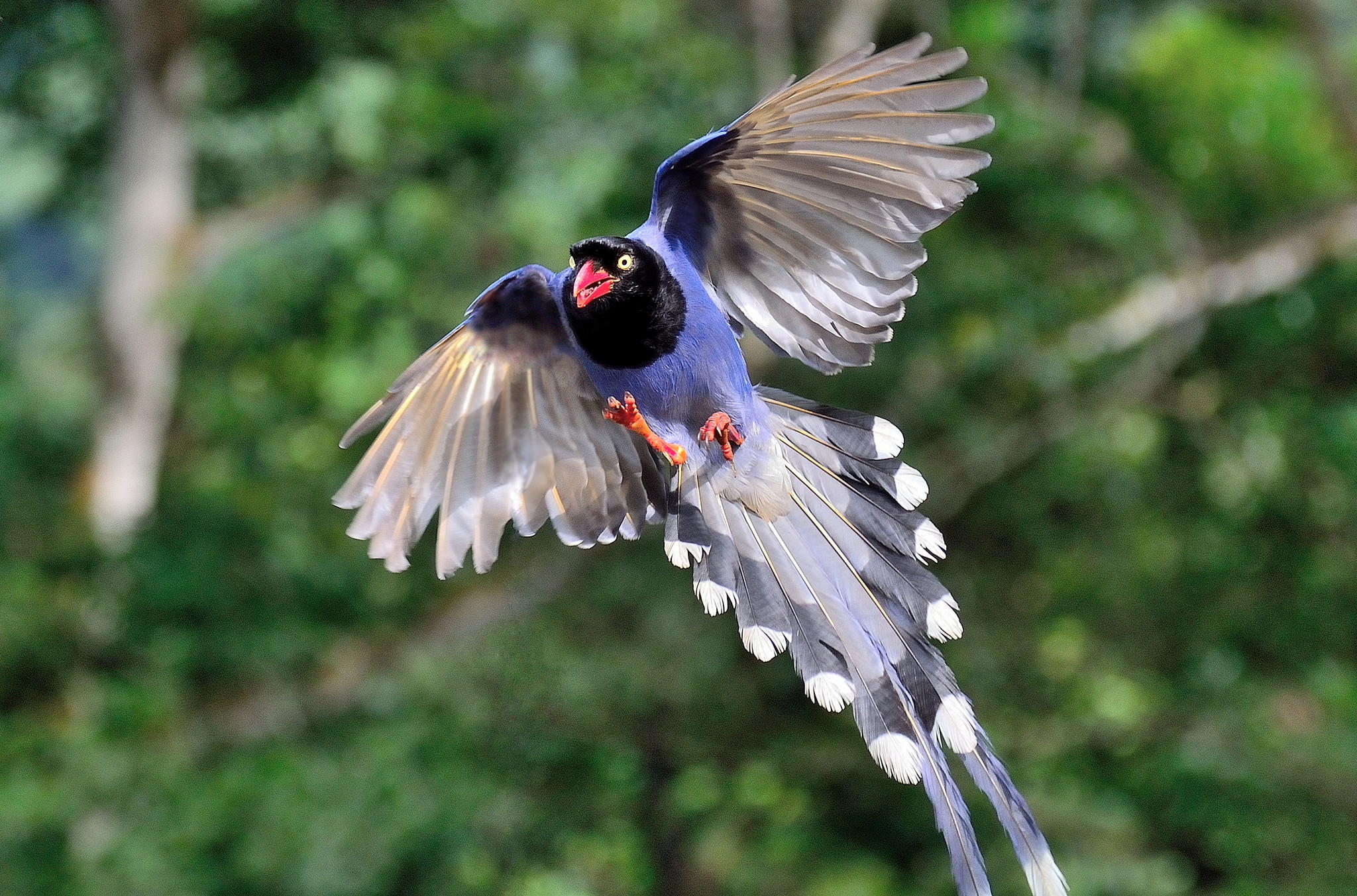
Od spodu wzór na ogonie kitty modrej przypomina drabinę

Długość ciała wynosi 63–68 cm; masa ciała – 254–260 g.
W upierzeniu nie występuje dymorfizm płciowy. Głowa, kark i górna część piersi są czarne z ciemnoniebieskimi końcówkami piór. Pozostała część upierzenia ma głęboki lazurowy kolor. Pokrywy podogonowe mają wąskie białe krawędzie. Pokrywy nadogonowe czarne z wąskimi białymi obrzeżeniami, co daje wrażenie wzoru podobnego do łuskowania. Pióra z wierzchu skrzydła są ciemnolazurowe z wąskimi białymi krawędziami na lotkach III rzędu i słabo widocznymi białymi plamami na końcówkach lotek I rzędu. Ogon również lazurowy, sterówki mają szerokie białe końcówki i czarne paski przedkońcowe. Od spodu tworzą wzór przypominający drabinę. Tęczówka ma barwę od cytrynowej do żółtawej. Obrączka oczna wąska, matowa, od szkarłatnej do czarniawej. Dziób i nogi szkarłatne.

## Zasięg występowania, ekologia i zachowanie
Kitty modre zamieszkują Tajwan. Odnotowywane były ogółem między 300 a 1200 m n.p.m., lecz najczęściej przebywają na wysokości 400–1000 m n.p.m. Nie występują w nizinnej części wyspy oraz w środkowych pasmach górskich. Według szacunków BirdLife International obszar ich występowania zajmuje 36,3 tysiąca km².
Zasiedlają lasy liściaste. Są wszystkożerne. Zjadają różnorodne bezkręgowce, do tego jagody i owoce figowców (Ficus). Żerują na wszystkich piętrach lasu, również w podszycie. Zwykle są spotykane w grupach złożonych z 6–7 osobników, prawdopodobnie ze sobą spokrewnionych. Po opierzeniu się młodych kitty modre zbierają się już liczniej. Są to czujne i płochliwe ptaki, przeważnie trzymające się koron drzew, co utrudnia dłuższe obserwacje. Niechętnie przekraczają otwarte tereny. Na ziemi poruszają się podskakując. Prowadzą raczej osiadły tryb życia, w zimie mogą przemieszczać się na niżej położone tereny.

### Lęgi
Okres lęgowy trwa od maja do czerwca. Zniesienia przypadają na połowę i koniec maja. Stosunkowo duże gniazdo ma formę podobną do platformy. Zbudowane jest z różnych rozmiarów patyków w poziomym rozwidleniu kilku mniejszych gałęzi. Zniesienie składa się z od 3 do 6 jaj. Białawą skorupę na szerszym końcu pokrywają brązowe plamy. Wysiadywanie trwa około 17 dni. Młode opuszczają gniazdo blisko 22 dni po wykluciu. Występuje gniazdowanie kooperatywne. Młode z poprzednich lęgów pomagają w odchowie piskląt, ale też zbieraniu materiałów do budowy gniazda i wspólnym przepędzaniu drapieżników. Samice przeważnie po roku lub dwóch opuszczają grupę i podejmują próby gniazdowania, ale samce mogą zostać i pomagać w wychowywaniu młodych kilka lat.

## Status i zagrożenia
IUCN uznaje kittę modrą za gatunek najmniejszej troski (LC, Least Concern) nieprzerwanie od 1988 (stan w 2021). Liczebność populacji nie została oszacowana, ale nie jest to ptak rzadki. BirdLife International uznaje trend liczebności populacji za spadkowy ze względu na utratę siedlisk.